# Bìa rừng

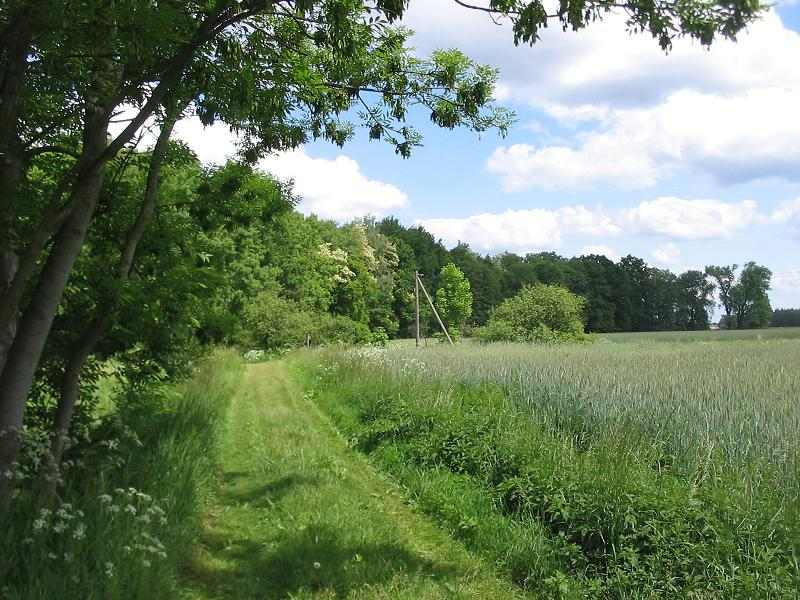
Bìa rừng ở Brandenburg

Bìa rừng hoặc rìa rừng là vùng chuyển tiếp (vùng đệm) từ một khu vực rừng hoặc rừng đến các cánh đồng hoặc các không gian mở khác. Một số loài thực vật và động vật thích nghi với bìa rừng, và những loài này thường quen thuộc với con người hơn là những loài chỉ được tìm thấy sâu hơn trong rừng. Một ví dụ kinh điển về một loài rìa rừng là hươu đuôi trắng ở Bắc Mỹ.

## Các bìa rừng trên bản đồ
Trên bản đồ địa hình, rừng gỗ và rừng cây thường được mô tả bằng màu xanh lá cây nhạt. Các rìa của chúng – giống như các tính năng khác – thường được xác định từ các bức ảnh chụp từ trên không, nhưng đôi khi cũng được khảo sát trên mặt đất. Tuy nhiên, chúng chỉ đại diện cho một bức ảnh chụp nhanh trong một khoảng thời gian vì hầu như tất cả các loại gỗ đều có xu hướng lan rộng hoặc dần dần lấp đầy khoảng trống. Ngoài ra, việc tìm ra các rìa chính xác của rừng gỗ hoặc rừng cây có thể khó khăn khi nó chuyển sang hệ thống cây bụi hoặc bụi rậm hoặc cây mỏng dần. Sự khác biệt về quan điểm ở đây thường liên quan đến vài chục mét. Ngoài ra, nhiều người vẽ bản đồ thích hiển thị ngay cả những hòn đảo cây nhỏ, trong khi những người khác – tùy thuộc vào tỷ lệ của bản đồ – thích các đường liên tục, tổng quát hơn để phân định các cạnh rừng hoặc rừng.
Đối với các nghiên cứu chuyên ngành, hình ảnh trên không hoặc hình ảnh vệ tinh thường được sử dụng mà không phải sửa lại bản đồ. Bản đồ địa chính không thể hiển thị tình hình hiện tại vì lý do chi phí, chúng chỉ có thể được cập nhật trong khoảng thời gian khá dài và ranh giới văn hóa không ràng buộc về mặt pháp lý.

## Bìa rừng và sinh học

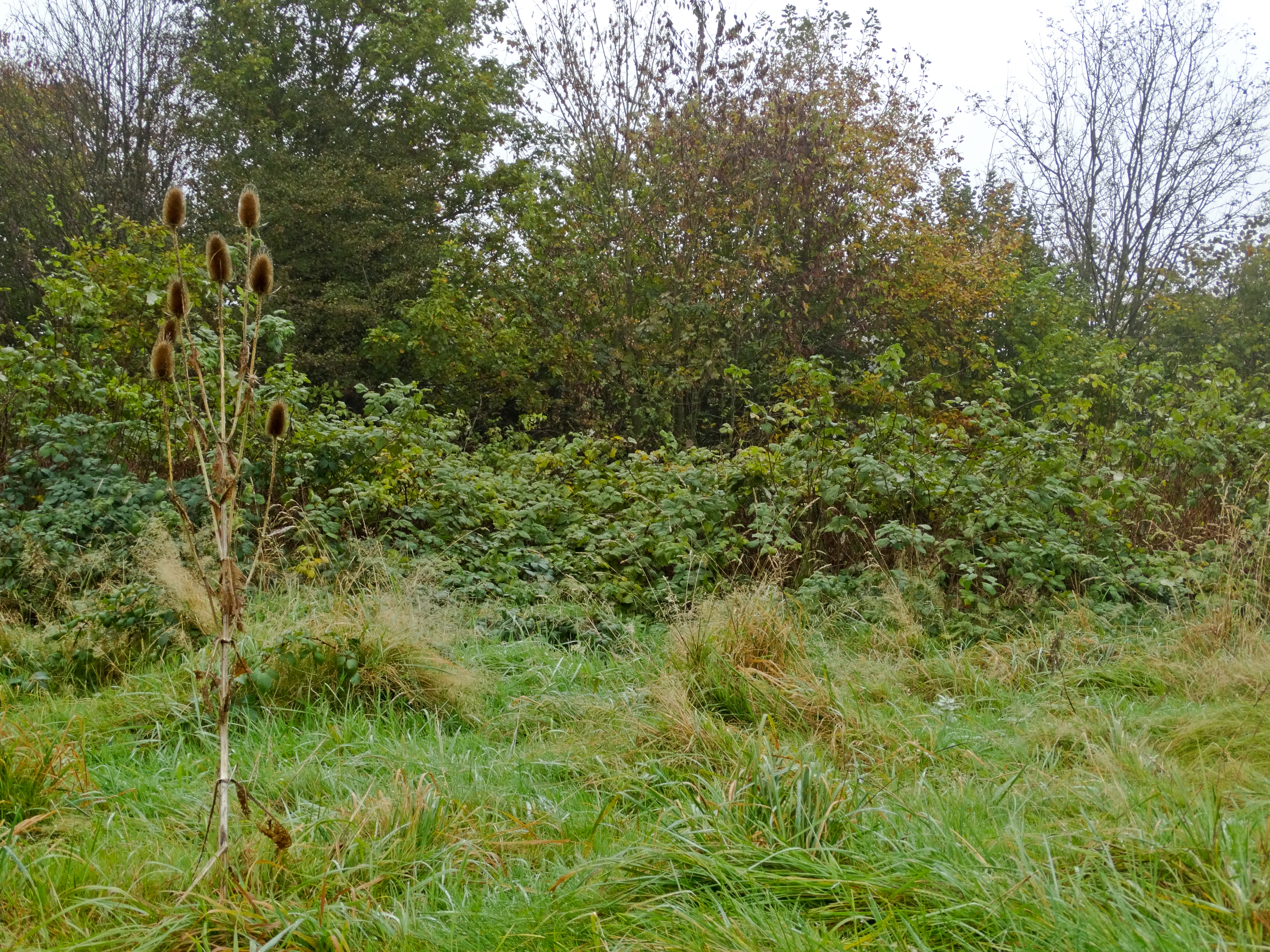
Phát triển cạnh rừng tự nhiên thông qua sự kế thừa của một đồng cỏ bị bỏ hoang

Tại bìa rừng – tuy nhiên, nó được xác định – không chỉ hệ thực vật thay đổi, mà cả hệ động vật và loại đất cũng thay đổi. Những hiệu ứng vùng rìa này có nghĩa là nhiều loài động vật thích các cạnh rừng ở trung tâm của khu rừng, bởi vì chúng có cả sự bảo vệ và ánh sáng – ví dụ như chim sẻ đồng cây và chim chích bờ giậu. Ở rìa rừng, cây thường khác với những cây bên trong gỗ, cũng như thảm thực vật, bờ giậu và những cây sinh trưởng thấp. Càng chuyển dần từ đồng ruộng mở sang rừng (ví dụ qua các cây non hoặc bụi cây trung gian), càng ít rủi ro hơn, trong thời tiết mưa bão, gió sẽ thổi dưới tán cây và nhổ bật các hàng cây bên ngoài. Cấu trúc của rìa rừng và bảo trì của nó được xem là quan trọng trong việc quản lý rừng, đặc biệt là trong quá trình trồng lại rừng.
Các thợ săn cũng sử dụng các bìa rừng để quan sát và săn bắn động vật hoang dã, ví dụ, bằng cách sử dụng các thân cây hoặc ẩn nấp.